# Far Side (astronautyka)
Far Side (również: Farside, odległa dziedzina) – amerykański projekt badań przestrzeni kosmicznej na ekstremalnie dużych wysokościach i jednocześnie nazwa rakiety sondażowej w nim użytej.
Badania zrealizowało biuro badań naukowych Sił Powietrznych USA w 1957 roku za pomocą rakiety sondażowej odpalanej z balonu stratosferycznego. Techniki takiej użyto wcześniej w rakietach Rockoon. Instrumenty naukowe umieszczone w rakiecie dostarczał University of Maryland.
Czterostopniowa rakieta na paliwo stałe, produkowana przez Aeronutronic Systems, podwieszana była pod balonem stratosferycznym o pojemności czaszy 106 188 m³. Na wysokości ok. 30 km rakieta była odpalana. Rekordowa osiągnięta wysokość: 6437 km.
Z powodów technicznych (zakłóceń telemetrii) badania nie odkryły pasów radiacyjnych, co uczynił rok później satelita Explorer 1.

## Chronologia lotów
1. 25 września 1957, ? GMT; s/n Shot 1; miejsce startu: Eniwetok, USA
Ładunek: zestaw przyrządów naukowych; Uwagi: start nieudany - usterka, wzlot na wysokość 20 km
2. 3 października 1957, ? GMT; s/n Shot 2; miejsce startu: Eniwetok, USA
Ładunek: zestaw przyrządów naukowych; Uwagi: start udany - wzlot na wysokość 800 km
3. 7 października 1957, ? GMT; s/n Shot 3; miejsce startu: Eniwetok, USA
Ładunek: zestaw przyrządów naukowych; Uwagi: start nieudany - usterka, wzlot na wysokość 700 km
4. 11 października 1957, ? GMT; s/n Shot 4; miejsce startu: Eniwetok, USA
Ładunek: zestaw przyrządów naukowych; Uwagi: start nieudany - usterka, wzlot na wysokość 30 km
5. 20 października 1957, ? GMT; s/n Shot 5; miejsce startu: Eniwetok, USA
Ładunek: zestaw przyrządów naukowych; Uwagi: start udany - wzlot na wysokość ponad 5000 km
6. 22 października 1957, ? GMT; s/n Shot 6; miejsce startu: Eniwetok, USA
Ładunek: zestaw przyrządów naukowych; Uwagi: start udany - wzlot na wysokość ponad 5000 km